# Théodore Styppéiotès
Théodore Styppéiotès (en grec : Θεόδωρος Στυππειώτης) est un haut fonctionnaire byzantin et un membre de la cour de l'empereur Manuel Ier Comnène, dont il est le grammatikos ou le secrétaire. Il est célébré par Théodore Prodrome pour sa loyauté, ne dévoilant pas les secrets qu'il connaît.
Styppéiotès devient une figure influente en servant d'assistant à Jean Hagiothéodorite. Il grimpe progressivement dans la hiérarchie, jusqu'à atteindre le poste de kanikleios, c'est-à-dire de gardien de l'encrier impérial. Grâce à ce poste, il devient très proche de Manuel qu'il peut influencer directement. Par la suite, il devient aussi mésazon (un poste équivalent à celui de premier ministre), témoignant de la confiance très grande de Manuel à son égard.
Toutefois, le Logothète du Drome Jean Kamatéros est agacé par la proximité entre Styppéiotès et l'empereur. Toutes les demandes de ce dernier sont réalisées grâce à ses relations avec Manuel tandis que Kamatéros peine à obtenir les faveurs impériales. Dès lors, il décide de mettre en contact Styppéiotès avec Guillaume II de Sicile, le roi de Sicile, s'arrangeant pour que cette correspondance soit facilement mise au jour. Dès que celle-ci est découverte, Théodore Styppéiotès est accusé de trahison par Kamatéros et Manuel fait aveugler Syppéiotès avant de lui faire couper la langue.